# Eumerus albifrons
Eumerus albifrons är en tvåvingeart som beskrevs av Walker 1852. Eumerus albifrons ingår i släktet månblomflugor, och familjen blomflugor. Inga underarter finns listade i Catalogue of Life.